# Veroneser Marmor

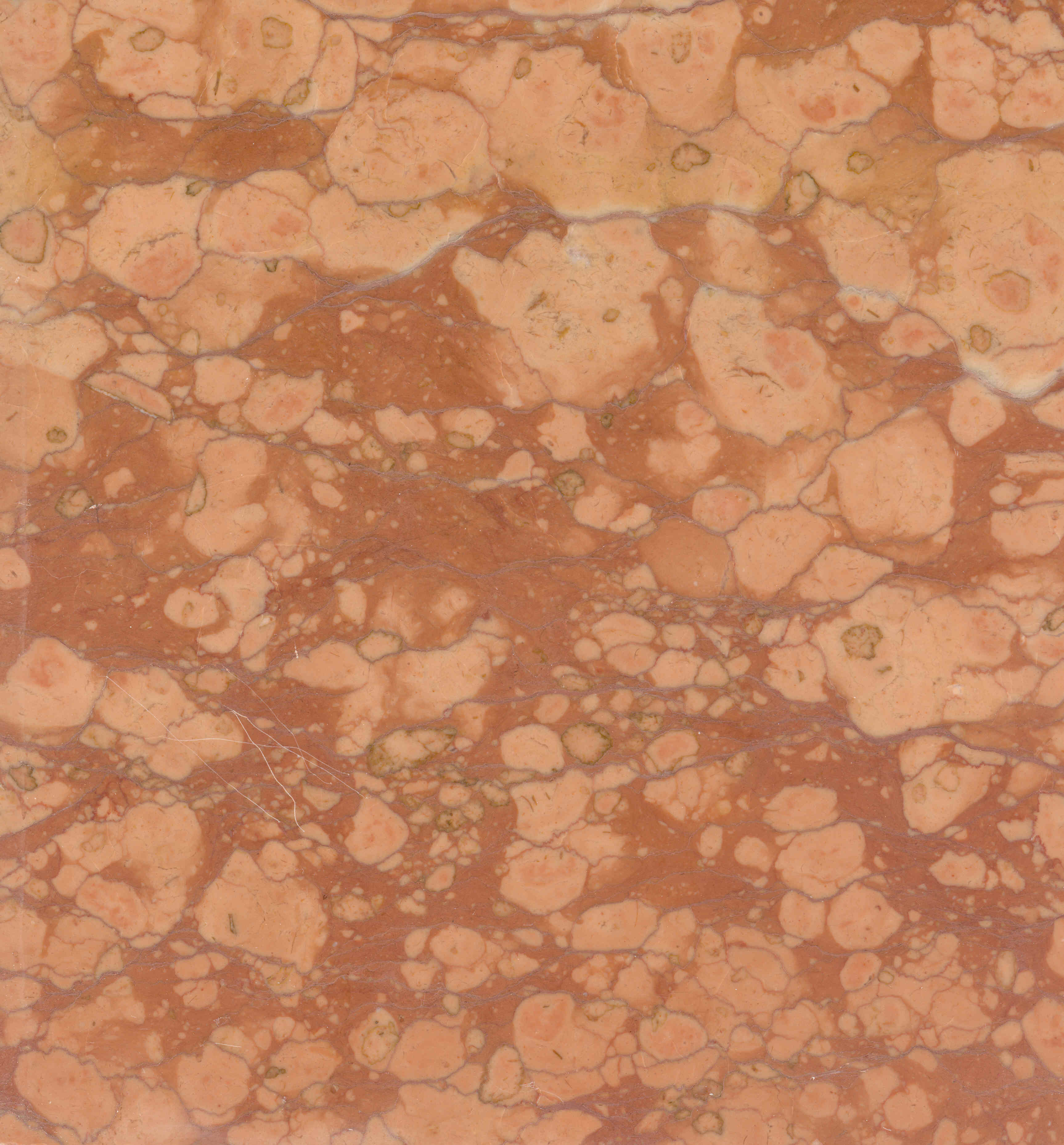
Marmo rosso di Verona bearbeitet

Mit dem Begriff Veroneser Marmor (italienisch Marmo rosso di Verona oder Marmo di Sant’Ambrogio) werden zahlreiche farbliche und strukturelle Sortierungen eines Knollenkalkes bezeichnet, der in vielen Steinbrüchen im Valpolicella nordwestlich der Stadt Verona gewonnen wird. Dieser Kalkstein hat in Italien und Europa eine über mindestens zwei Jahrtausende anhaltende Tradition als Bau- und Dekorationsgestein. Es sind vom Veroneser Marmor rotbraune, rotorange und gelbe sowie gelblichgrüne Sorten bekannt. Daraus resultieren die italienischen Namenszusätze Rosso (deutsch: rot) und Giallo (deutsch: gelb).

## Geologie
Die Sorten des Veroneser Marmors entstammen den regionalen Sedimentablagerungen aus dem Mittel- und Oberjura. Im Wesentlichen sind das die Stufen Bajocium, Bathonium, Callovium und Oxfordium. Der anstehende Schichtaufbau lässt es zu, dass in den Steinbrüchen aus den jeweiligen Horizonten diese verschiedenen Naturwerksteinsorten gewonnen werden können.
Es handelt sich bei allen Sorten um polierfähige Knollenkalke im petrographischen Sinne, die im üblichen Sprachgebrauch der Steinverarbeitung, seiner Kulturgeschichte und des Handels als Marmor bezeichnet werden. Auf den Unterschied zum petrographisch definierten Begriff Marmor, in diesem Sinne hier nicht zutreffend, sei hier ausdrücklich hingewiesen.
Die hellen und dunklen Kalkknollen liegen in einer jeweils nuancierten Matrix. Einige Bänke in den Steinbrüchen weisen stylolithische Strukturen auf, die sich auch in der polierten Fläche zeigen.

Der Hämatitgehalt in den Kalksteinbänken verleiht dem Gestein seine Farbe in differenzierten Rottönen. Gelbe Farbtöne sind auf eine Limonit-Verteilung zurückzuführen.
Eine besondere Bekanntheit unter Paläontologen haben die Veroneser Kalke auf Grund ihrer fossilen Einlagerungen, besonders den Ammoniten, erlangt. Von diesem optischen Merkmal stammt auch der historische Handelsname Rosso Ammonitico, der mitunter auch auf ähnliche Dekorationsgesteine des Alpenraumes und von anderen Regionen Anwendung fand.

## Abbau und Verarbeitung
Das Hauptabbaugebiet für Veroneser Marmor ist die Region Valpolicella mit der für den Steinabbau zentralen Ortschaft Sant’Ambrogio di Valpolicella. Viele Steinbrüche zwischen Sant’Ambrogio und Monte gewinnen den Kalkstein zur weiteren Verarbeitung. Die Rohblöcke entstehen im Abbohrverfahren oder durch die Arbeit mit der Helikoidalsäge.

Rohblöcke können je nach Situation der Lagerstätte in großen oder kleinen Dimensionen gewonnen werden. Mitunter sind die dichten Bänke durch tonige Lagen getrennt. Hier lassen sich nur flache Rohstücke abbauen.
Das Sägen von Platten und deren Oberflächenbearbeitung erfolgt zum großen Teil in Betrieben der nahen Umgebung. In den ansässigen Betrieben unterschiedlicher Ausmaße gibt es großtechnische Kapazitäten und atelierartige Bereiche für künstlerische Aufgaben. Rohblöcke werden aber auch zu Abnehmern auf allen Kontinenten exportiert.

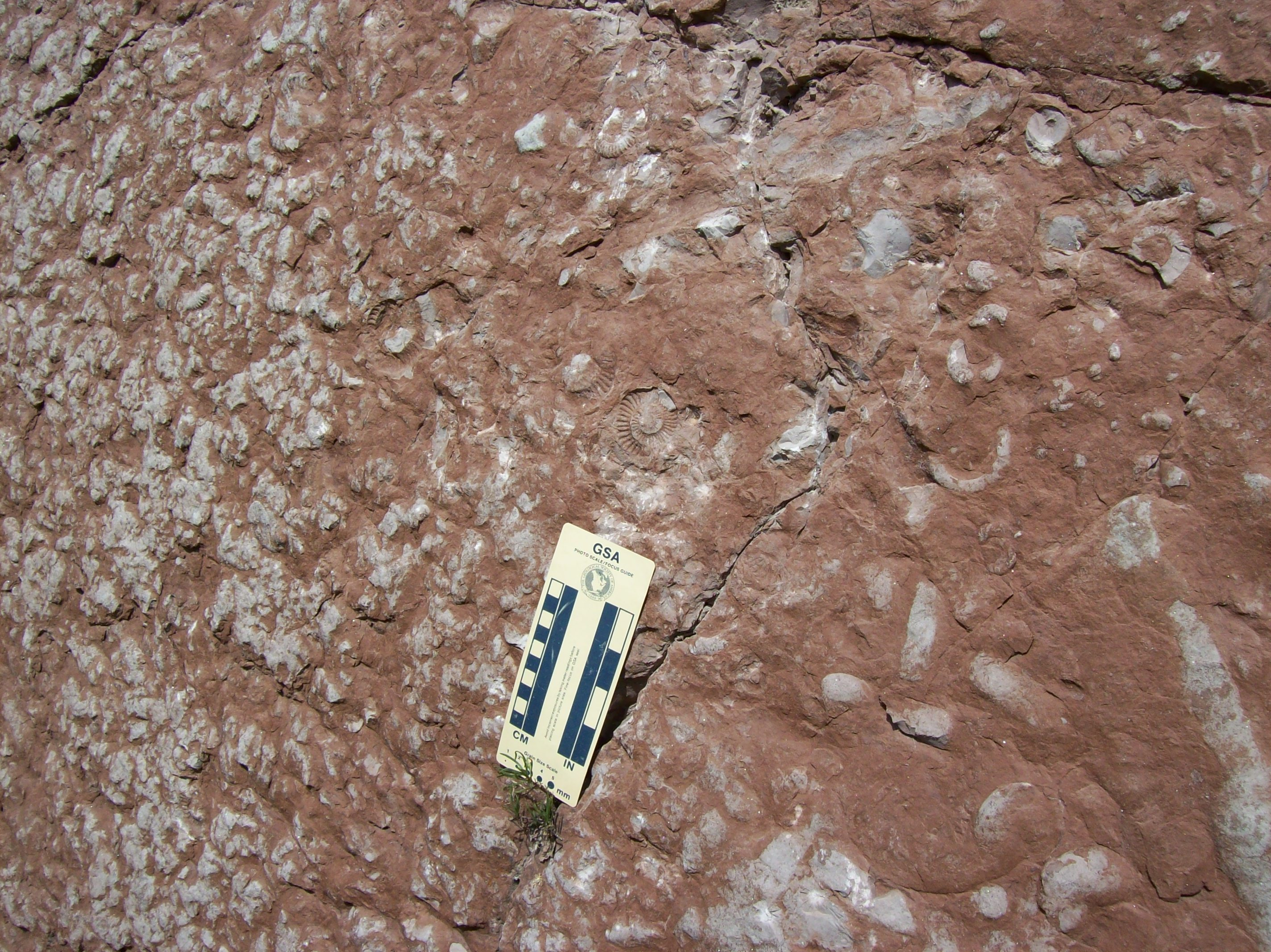
Sedimentablagerungen des Rosso ammonitico mit fossilen Einlagerungen, wie Ammoniten
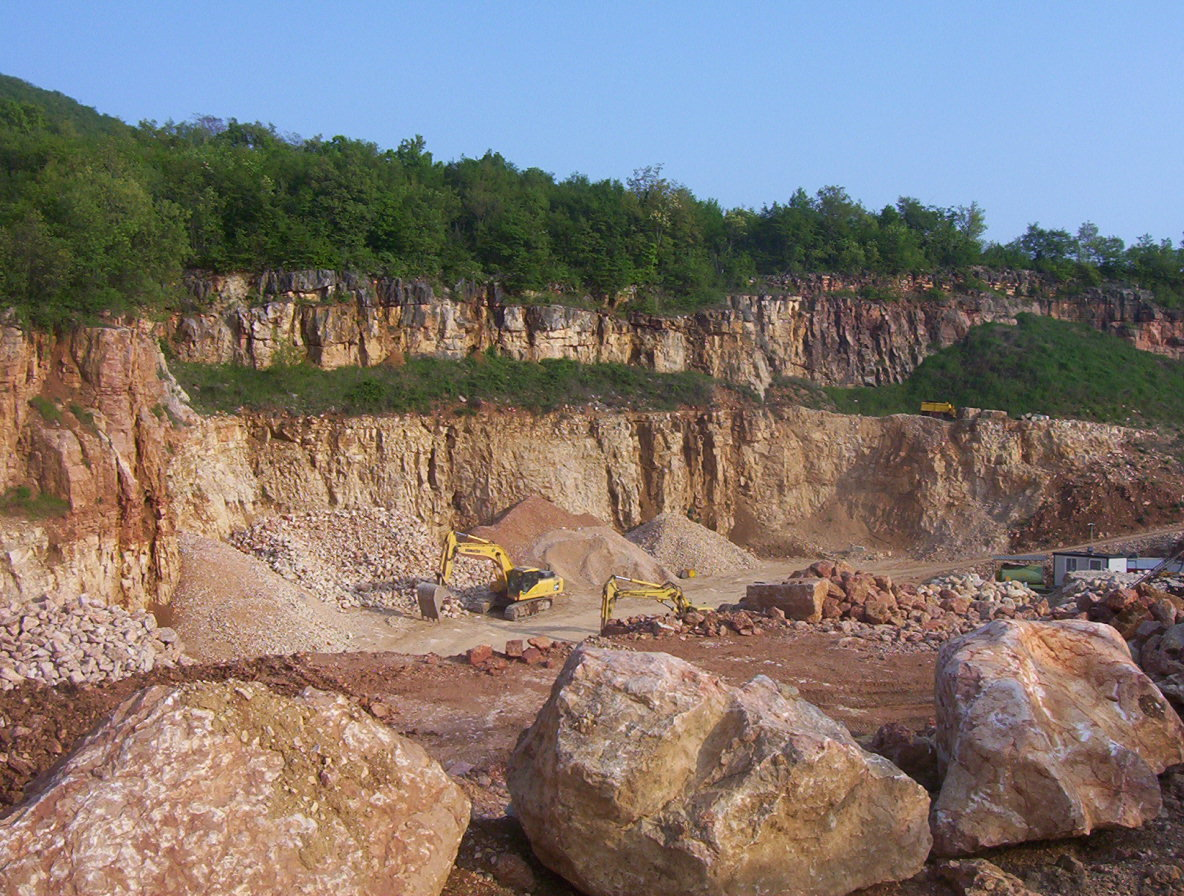
Steinbruch bei Sant’Ambrogio di Valpolicella

## Verwendung
Der Veroneser Marmor erfreut sich seit über zweitausend Jahren einer ungewöhnlich vielseitigen Anwendung. In Verona ist der Werkstein an römischen Bauwerken im Mauerwerk enthalten. Das größte Beispiel ist die Arena von Verona. Der Stein hat darüber hinaus bereits früh eine weite Verbreitung in Oberitalien gefunden. Dadurch ist er in dieser Region zu einem prägnanten Bau- und Dekorationsgestein geworden. Eine besonders intensive Nutzungsepoche für die italienische Außenarchitektur stellt das 14. und beginnende 15. Jahrhundert dar. Im Gegensatz zu zahlreichen anderen Knollenkalken sind Bauteile aus bestimmten Steinbrüchen bzw. einzelnen Bänken des Veroneser Marmors bemerkenswert witterungsbeständig. Die typische Alterungserscheinung im Außenbereich ist das Ausbleichen des roten Farbtones, was im fortschreitenden 15. Jahrhundert u. a. an venezianischen Bauten zu Übermalungen, Vergoldungen und in der Folge zur Substitution mit anderen roten Kalksteinen aus Dalmatien führte. Im Zuge dieser Entwicklung setzten die Baumeister den Stein noch für Gesimse und Sockelbereiche ein, die durch ihre rote Bänderwirkung eine betonende Funktion bei der Fassadengestaltung ausübten. Dagegen blieb sein lebhafter Einsatz als Fußbodenmaterial im Innenbereich ungebrochen.
Aus Veroneser Marmor sind uns Sarkophage und Epitaphien erhalten geblieben. Der Sarkophag von Francesco Petrarca in Arquà ist aus diesem Gestein gefertigt worden.
In der farbenfreudigen Barockepoche erlebten die Veroneser Sorten eine umfassende Nutzung. Die intensive rote und gelbe Farbe dieses Kalksteins hat frühere Baumeister zu unzähligen ornamentalen Gestaltungen herausgefordert. Besondere Zeugnisse sind zahlreiche prachtvolle Fußböden in oberitalienischen Kirchenbauten. Sie bestechen durch ihre großflächigen geometrischen und floralen Muster und drücken noch heute die Freude am Gestalten aus. Der Veroneser Marmor ist dabei oft in Kombination mit schwarzen, weißen, grünen und blaugrauen Natursteinsorten aus Italien und angrenzenden Gebieten zu sehen. Diese faszinierenden Ornamentfußböden sind Gegenstand mehrerer kulturgeologischer Forschungen und Publikationen.
Typische moderne Produkte für die Natursteinsorten aus dem Valpolicella sind Boden- und Wandbeläge, Verkleidungen in Bädern und anderen Wohnbereichen, Kaminfassaden, Türgewände, Säulen, Möbelplatten, Vasen, Bildhauerarbeiten und Designobjekte.

## Anwendungsbeispiele
Die Anwendungen sind so vielfältig und umfangreich, dass im Nachfolgenden nur einige ausgewählte repräsentative Beispiele angeführt werden können:

### Italien
Im Mittelalter bestand in Venedig ein sehr großer Bedarf an Marmor. Zu diesem Zweck belud man rückkehrende Handelsschiffe mit Werksteinen aller Art. Trotzdem reichten diese Lieferungen nicht aus und man gewann Baumaterialien aus verfallenen oder wenig genutzten Gebäuden. Auf diese Weise gelangten 1458 zwölf Säulen aus weißen Veroneser Kalkstein von der Kirche San Andrea in Ammiana an das Kloster San Zaccaria.

Anwendungsbeispiele in Verona
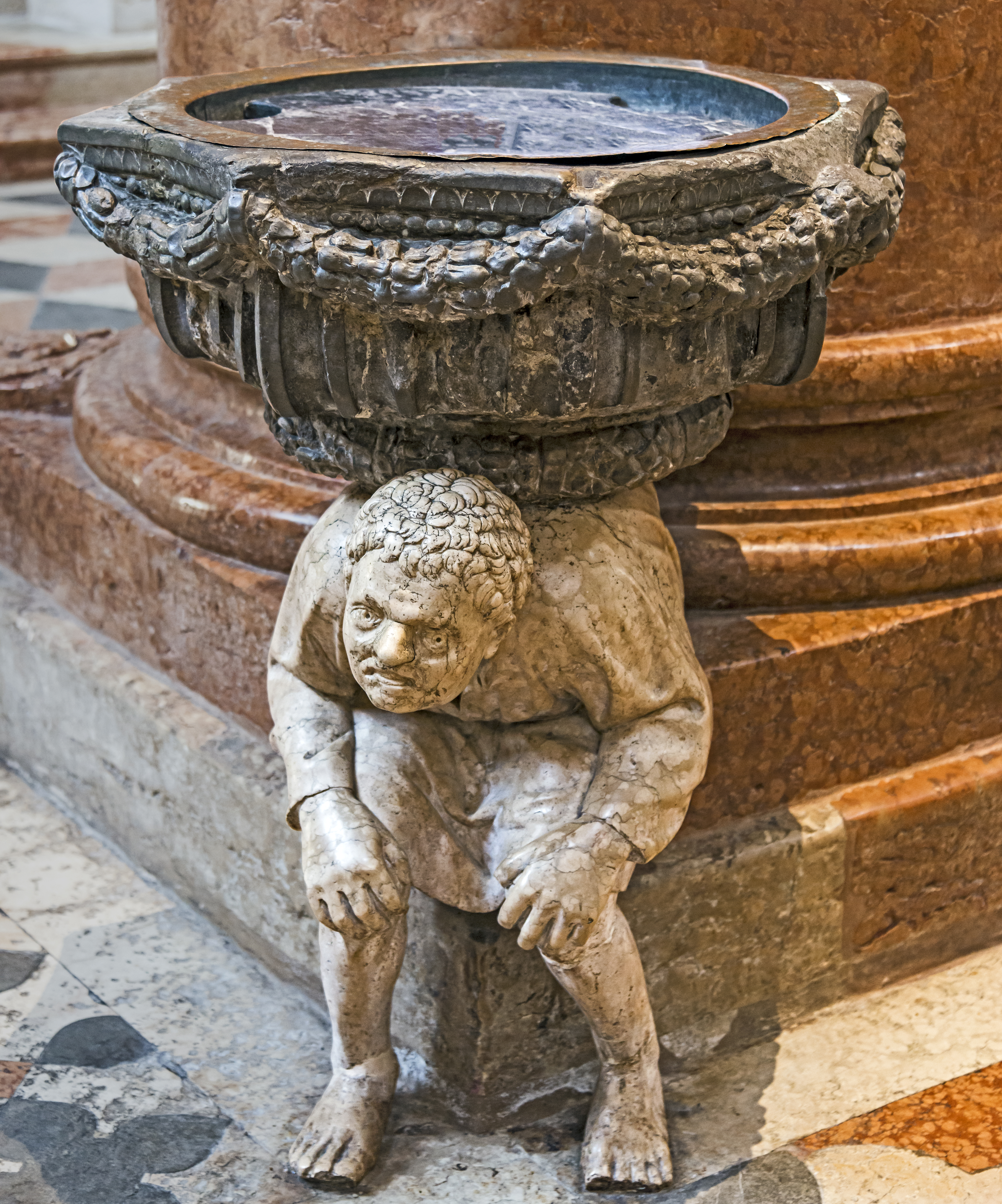
Kalksteinfigur „Die Buckligen“ an einer Säulenbasis, heller und roter Veroneser Marmor in der Kirche Sant’Anastasia
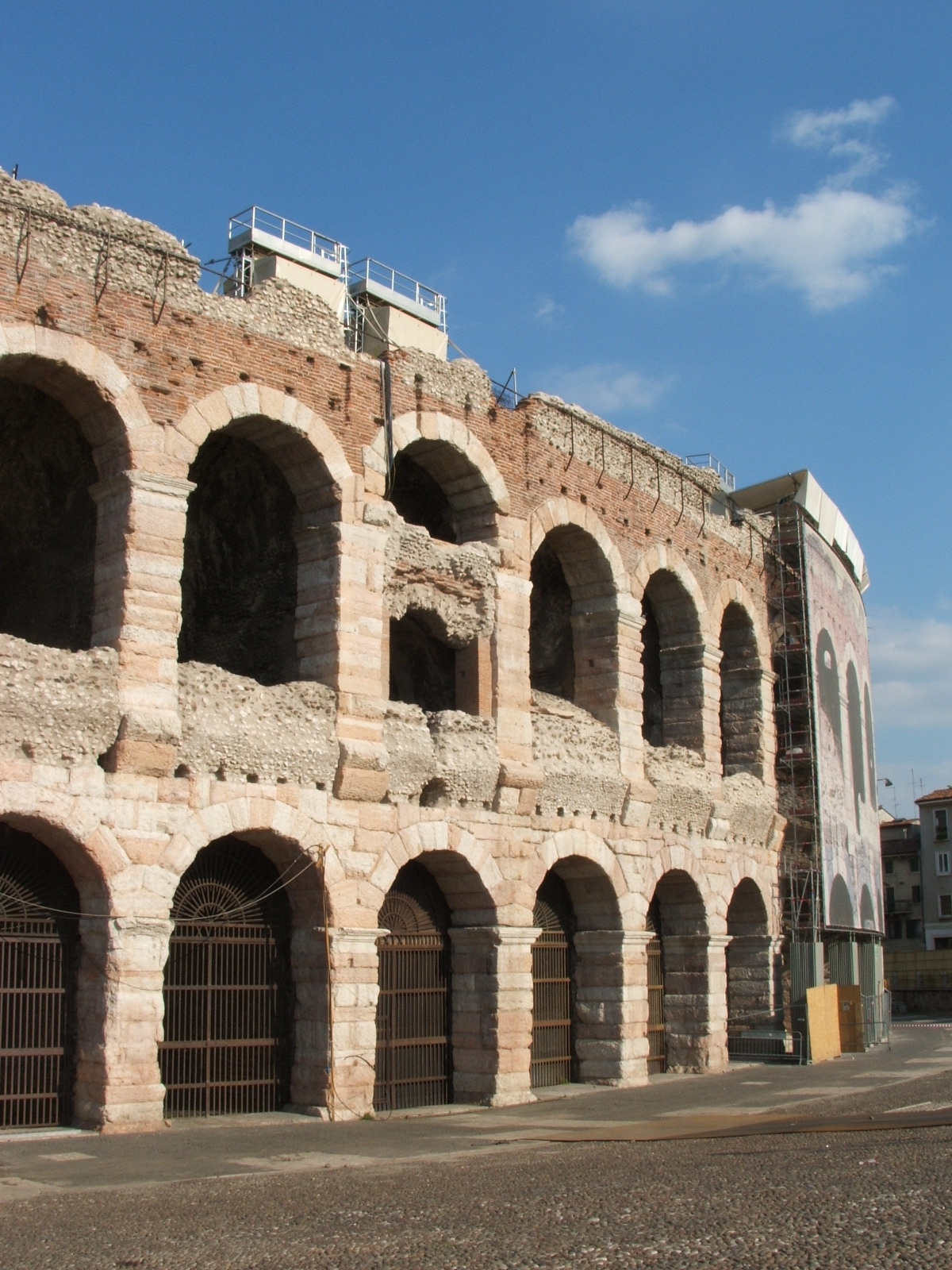
Römische Arena, erbaut aus Veroneser Kalksteinsorten
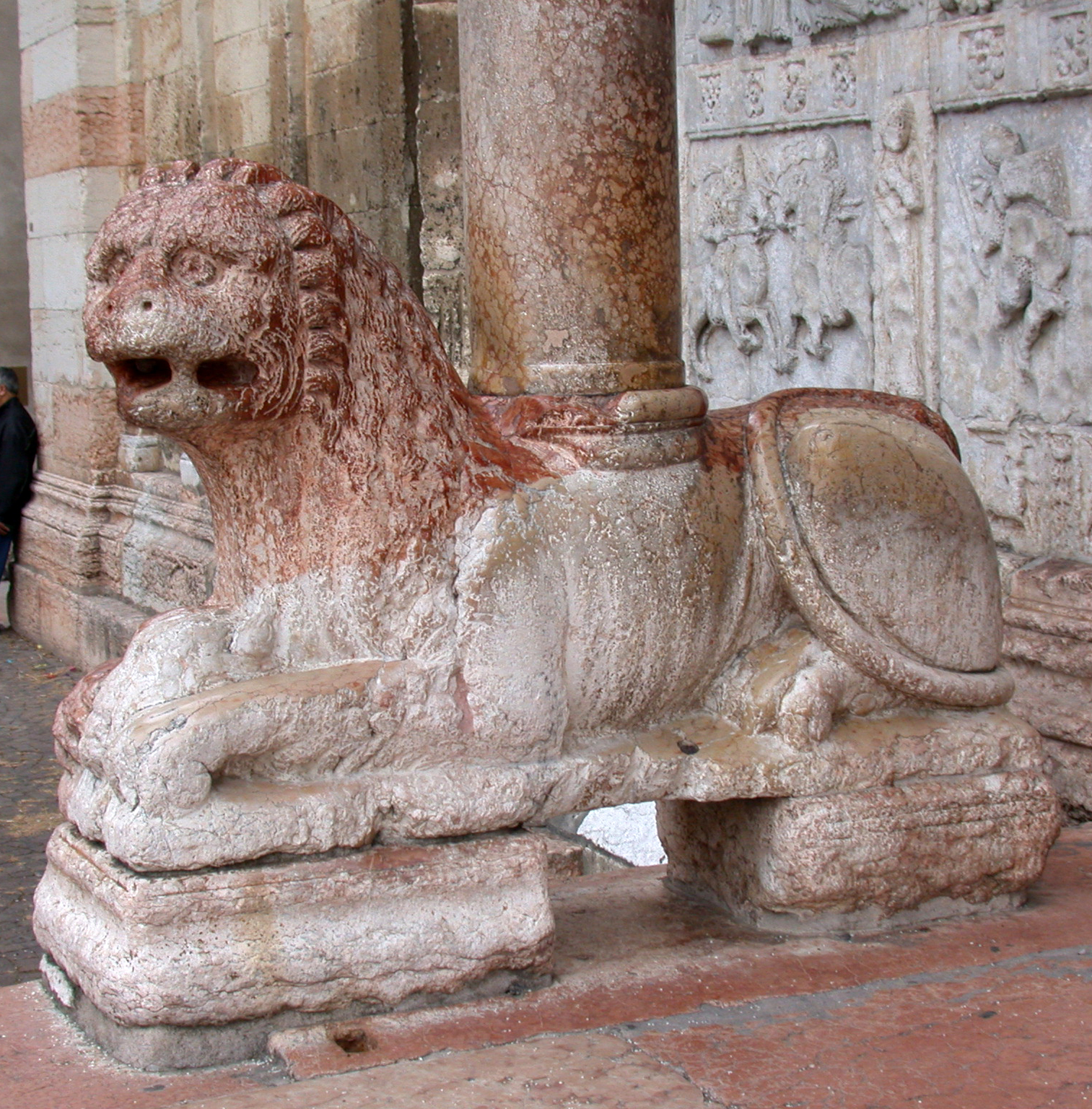
Säule und Plastik in der Kirche San Zeno Maggiore
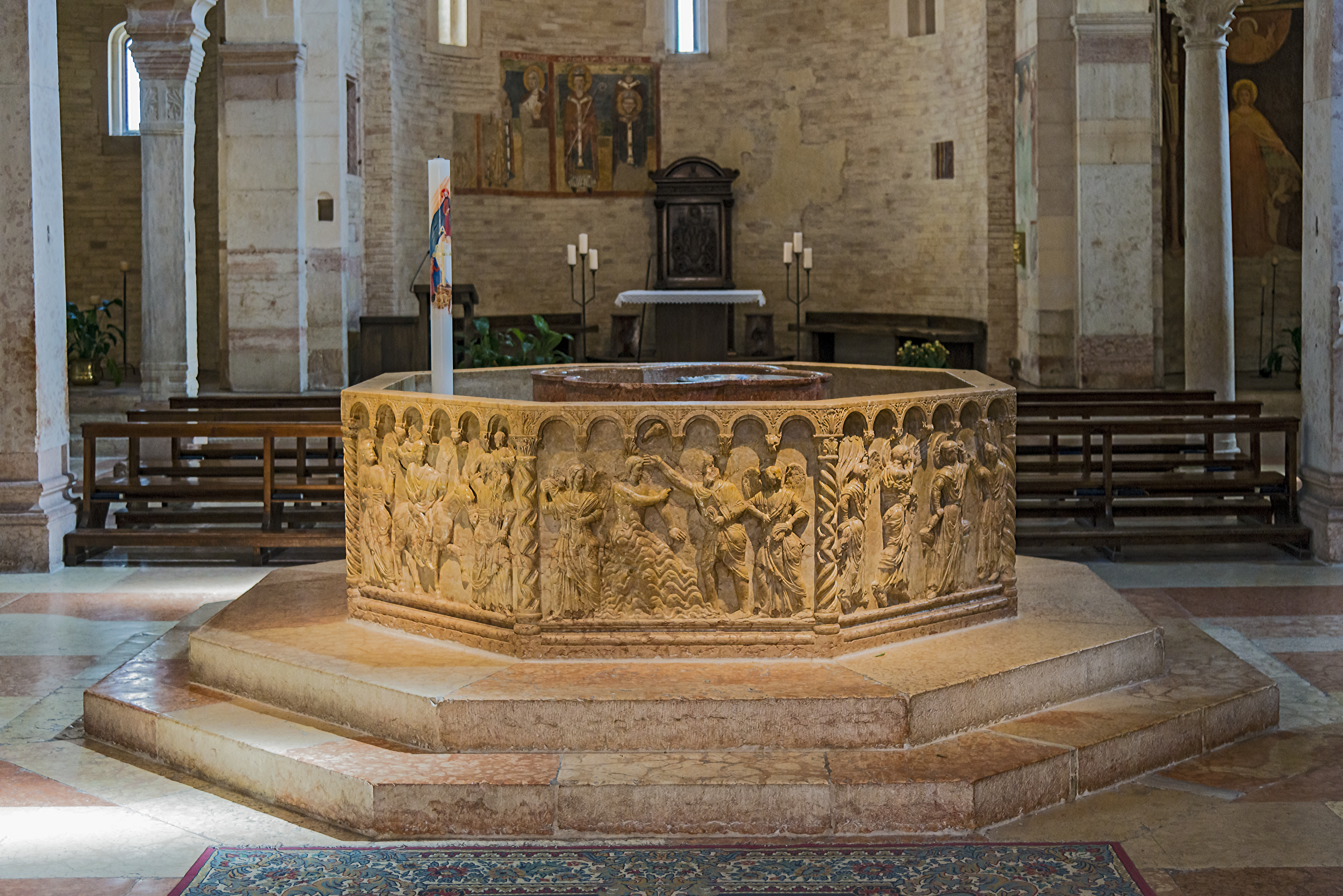
Taufbecken im Baptisterium San Giovanni in Fonte

#### Venedig
Die roten Sorten vom Veroneser Marmor erfreuten sich im 14. und beginnenden 15. Jahrhundert in Venedig großer Nachfrage. Der Dogenpalast ist dafür eines der exponiertesten Beispiele. An seiner Fassade zur Piazzetta und Molo ist die Verwendung des Gesteins gut zu studieren.
- Markusdom, Fußbodenelemente und Fußbodenmosaike
- Kirche Santa Maria della Salute, Fußbodenelemente,
- Kirche San Salvador, Fußbodenelemente

#### Verona
Die Altstadt von Verona besitzt seit dem Jahr 2000 den Status UNESCO-Weltkulturerbe und ist durch Sorten des Steines stark geprägt.
- Römische Arena, Mauerwerk
- Kirche San Zeno Maggiore, Mauerwerk der Fassade, Säulen des Kreuzganges, Innenraum, Krypta
- Scaliger-Grabmäler
- Fassade des Rathauses
- Hof des Mercato Vecchio
- Kirche Sant’Anastasia, Ornamentfußboden (Biancone, Rosso Verona und andere), Säulen, Plastiken
- Die Ponte di Pietra (latein. Pons marmoreus)
- viele Bürgerhäuser der historischen Innenstadt, Portale, Architekturteile

#### Andere Städte
- Bergamo: Cappella Colleoni, Fassadenelemente
- Seriate (bei Bergamo): Neubau der Kirche von Mario Botta (2008)
- Bologna: Basilika San Petronio, Fassadenelemente
- Cremona: Dom und Baptisterium, Fassadenteile
- Parma: Baptisterium San Giovanni, Fassade

Anwendungsbeispiele in anderen italienischen Städten
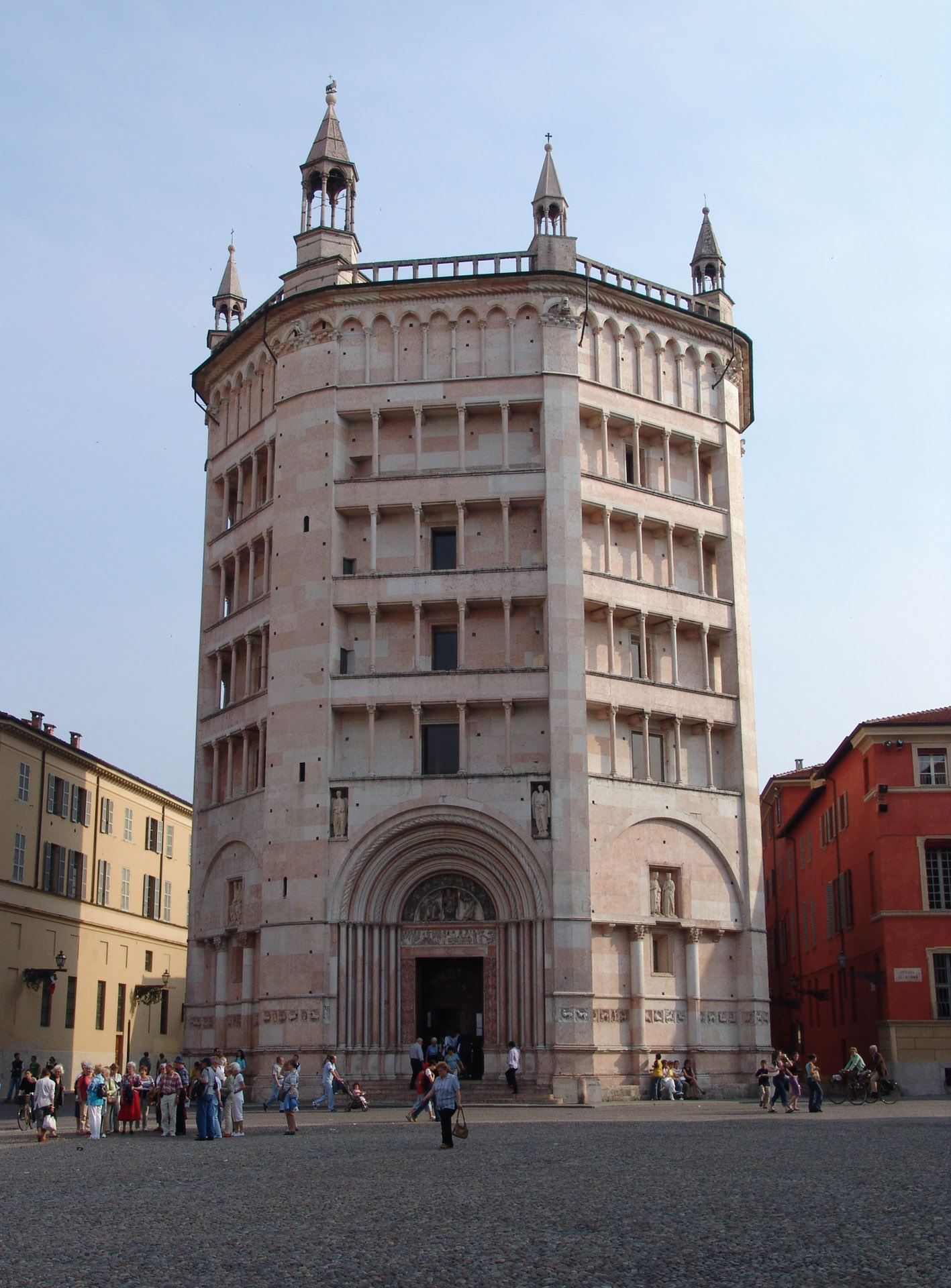
Baptisterium in Parma, Mauerwerk mit Blocksteinen aus Veroneser Marmor
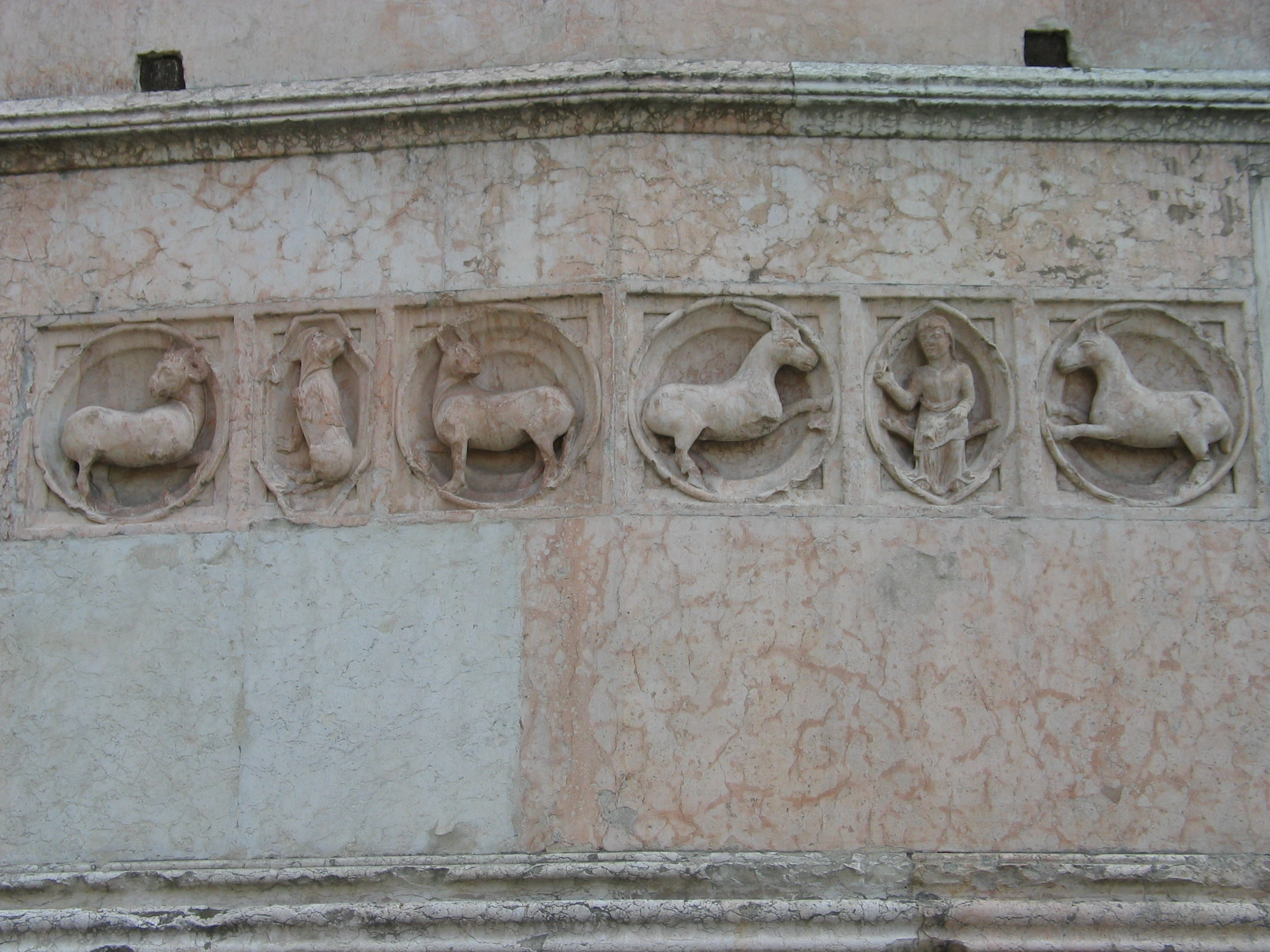
Detail vom Baptisterium in Parma
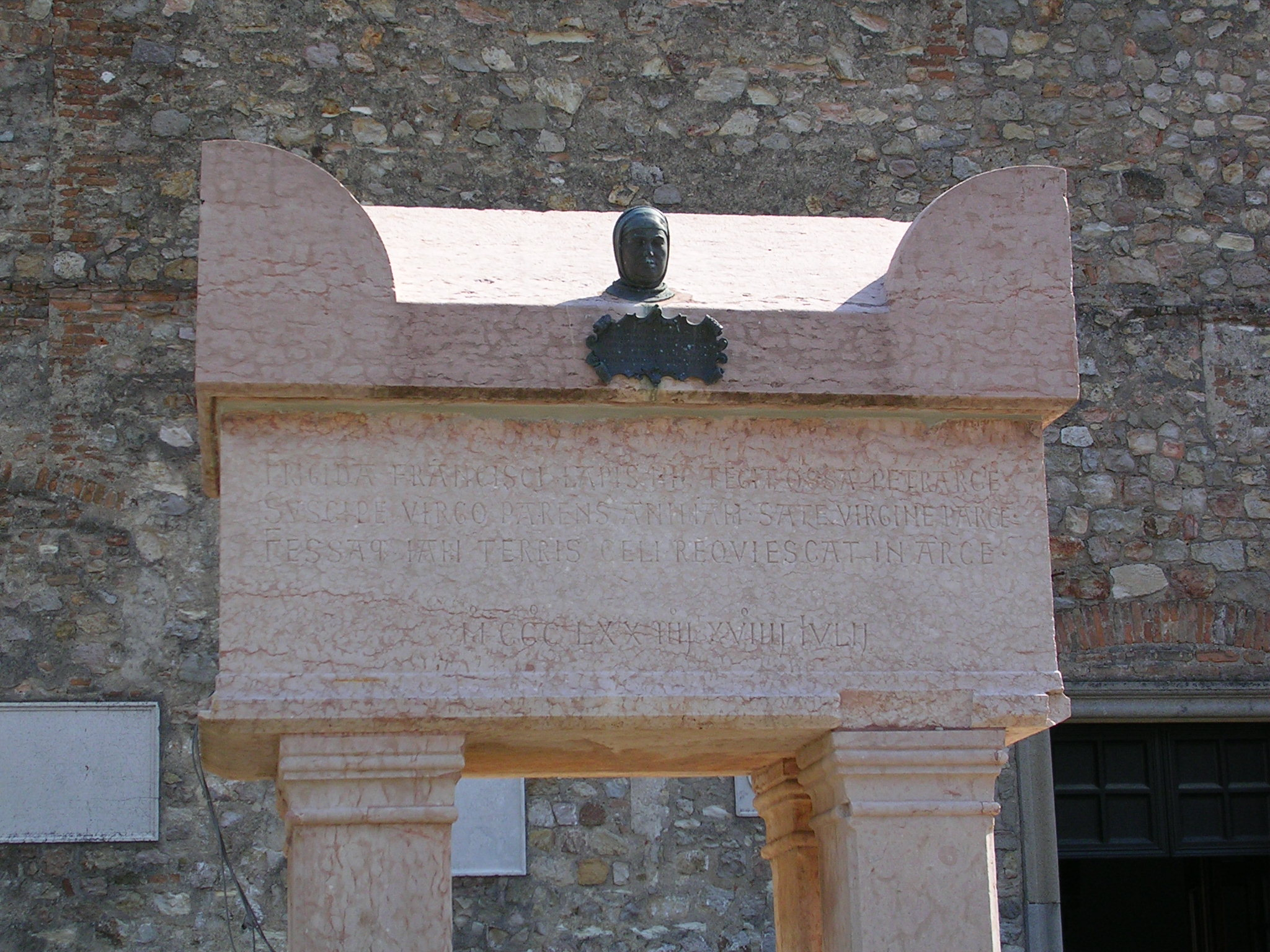
Sarkophag von Francesco Petrarca in Arquà
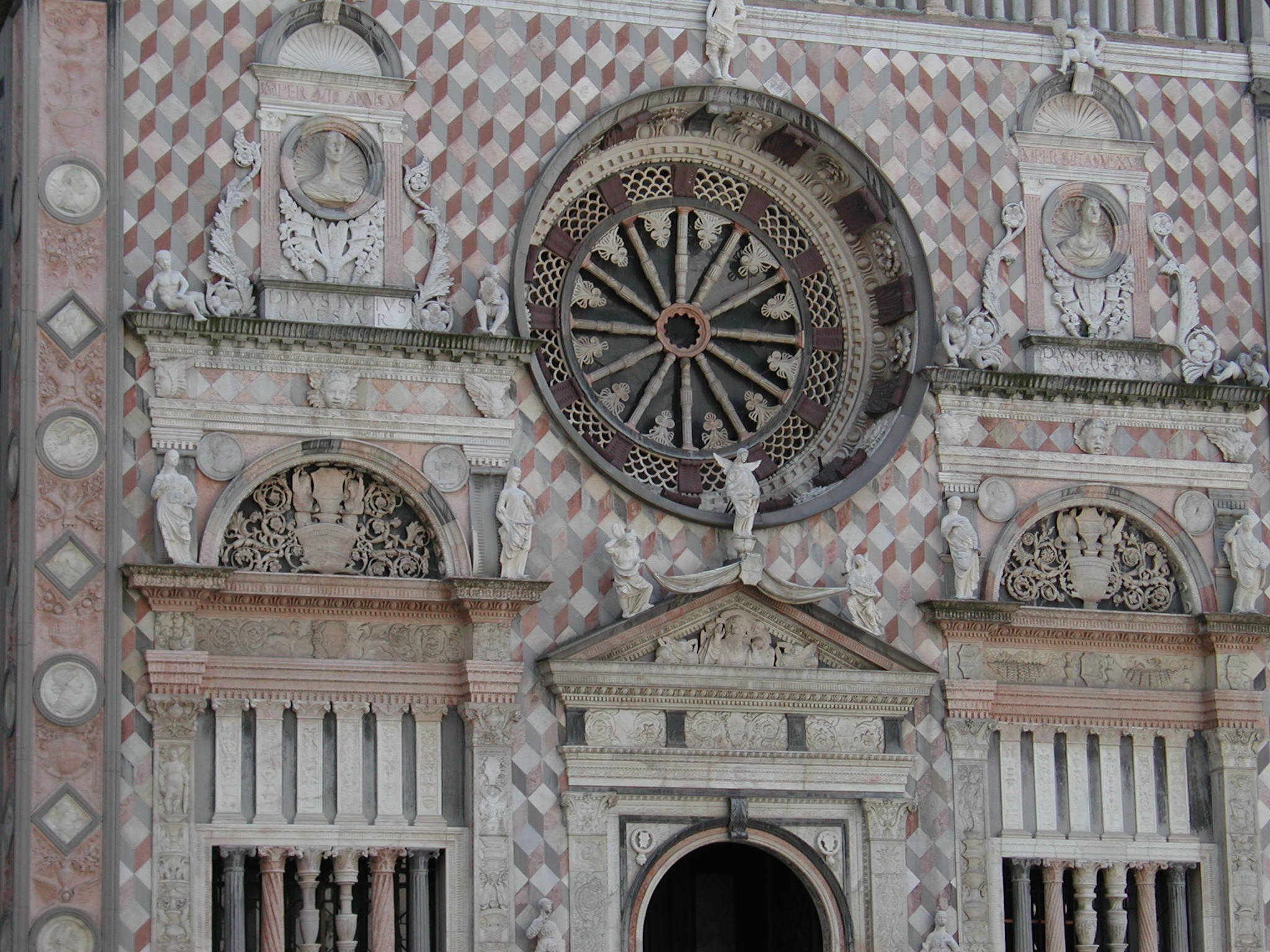
Fassadendetail der Cappella Colleoni in Bergamo
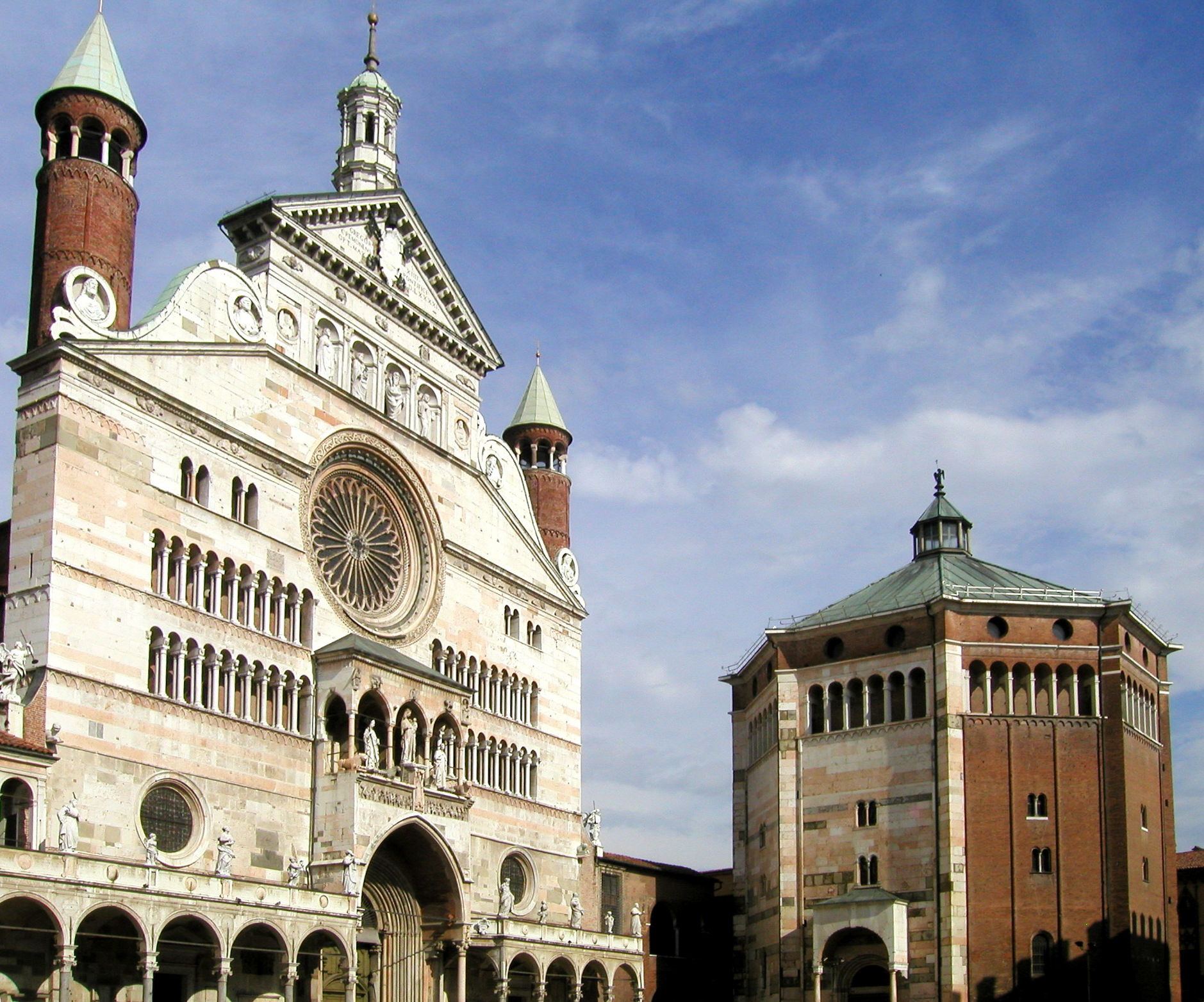
Dom und Baptisterium in Cremona
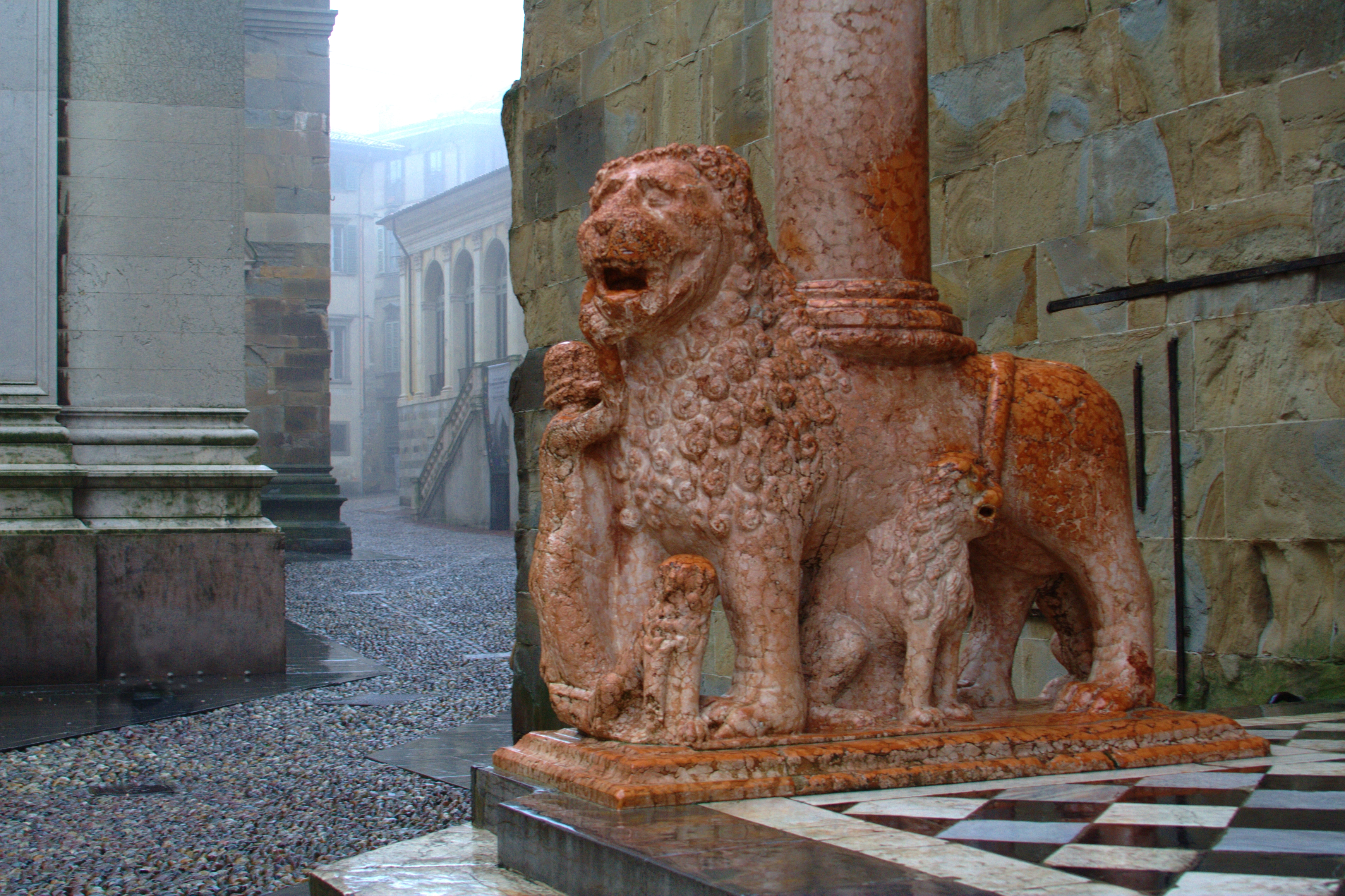
Lion of Santa Maria Maggiore (Bergamo)

### Deutschland

#### Berlin
- Museum für Kommunikation Berlin (Treppenhaus, Balustraden: Rosso, Stufen und Podeste: Nembro Giallo)
- Berliner Dom, Säulenbasen (Nembro Giallo)
- St. Hedwigs-Kathedrale, Ältere Begräbniskapelle in der Unterkirche

### Österreich

#### Wien
- Palais Gustav von Epstein, große Kannelierung|kannelierte Säulen und Wandpilaster der Haupttreppe
- Haas-Haus, Innengestaltung in den Stockwerken
- Graben-Hof, monolithische Säulen an der Fassade
- Wohnhaus Max Weiß von Wellenstein, Säulen im Treppenhaus
- Amerika-Haus (Friedrich Schmidt-Platz 2), Säulen an der Fassade
- Sühnhaus, Fußbodenplatten

## Sorten und konkurrierende Materialien
Die Sortenbezeichnungen weisen zwischen inländischen (italienischer) und ausländischen Verwendungsgewohnheiten einige Unterschiede und Besonderheiten auf. International sind hauptsächlich die Gruppenbezeichnungen Rosso Verona für die rötlichen und Giallo Verona für die gelblichen Sorten gängig. Im italienischen Natursteingewerbe werden neben diesen Hauptnamen weiteren Bezeichnungen gebraucht. Diese weiteren Sortennamen dienen dazu, verfügbare Farb- und Strukturnuancen zu differenzieren und den weiterverarbeitenden Natursteinbetrieben sowie ihren Kunden fachlich qualifizierte Beratungen zu ermöglichen. Diesbezüglich verwendet man beispielsweise Rosso sanguigno, Rosso brocato, Verdello, Nembro rosato oder Gialetto. Diese Namen sind bestimmten und sinnvoll voneinander zu unterscheidenden Farb- und Strukturbildern zugeordnet. Vom Charakter her verkörpern diese gängigen Namen einen jahrhundertealten Erfahrungsschatz der Steinverarbeiter aus dem vielseitigen handwerklichen und künstlerischen Umgang mit ihrem Material. Sie können heute als Teil jenes Kulturerbes einer bedeutenden gesamteuropäischen Natursteinregion begriffen werden, die weit über ihre Grenzen hinaus maßgebliche Impulse für Kunst, Ästhetik und Baukultur gegeben hat.
Eine klare Abgrenzung der Handelssorten nach stratigraphischen Gesichtspunkten ist nur schwer möglich. Hauptsächlich sind die gelben bis roten Sorten des Unteren Rosso Ammonitico (gemeint sind Schichten des mittleren Jura) von den Sorten des Oberen Rosso Ammonitico (oberes Jura und im Übergang zur unteren Kreide) kräftig rote Töne mit der Endstufe des Biancone (sehr heller Kalkstein) zu unterscheiden. In den oberen Jura-Schichten gewinnt man auch den Rosso magnaboschi, dem eine gute Frostbeständigkeit attestiert wird.
Die jeweiligen Sortennamen haben über die Jahrhunderte eine stete Wandlung erfahren und uns einen wohlklingenden kulturellen Reichtum hinterlassen. Eine vollständige Aufzählung würde den Rahmen einer Enzyklopädie sprengen. Einige Beispiele sollen genannt werden: Brocatello rosso vivo, Nembro giallognolo, Palombino bianco, Cengia Mandorlata oder Mandorlato di Verona. Der Name Mandorlata spielt auf das augenscheinliche Erscheinungsbild an, das durch die Knollenstrukturen im Schnitt gegen das Lager (gegen die Stratifikationsebene) an Mandeln erinnert.

### Konkurrierende Werksteine
Neben dem Valpolicella sind die Regionen um Asiago und Trento sowie Sizilien die Quellen für ähnliche Sorten. Ferner besitzen einzelne Werksteine aus dem Salzburger Raum (Adneter Marmor), Frankreich, Ungarn und Griechenland vergleichbare Farben und Strukturen.
Im deutschsprachigen Raum sind hauptsächlich die Sorten Rosso Verona und Rosso Asiago in Gebrauch, die aber völlig undifferenziert mehrere rote Varianten aus dem jeweiligen Abbaugebiet subsumieren.